# كيفن بارتليت (سائق سيارة سباق)
كيفن بارتليت (بالإنجليزية: Kevin Bartlett)‏ هو سائق سيارة سباق أسترالي، ولد في 25 مايو 1940 في كوفس هاربور في أستراليا.